# Amlwch
Amlwch is een plaats in Wales, in het bestuurlijke graafschap Anglesey en in het ceremoniële behouden graafschap Gwynedd. De plaats telt 3.438 inwoners.

## Geboren in Amlwch
- Andy Whitfield (1974-2011), acteur

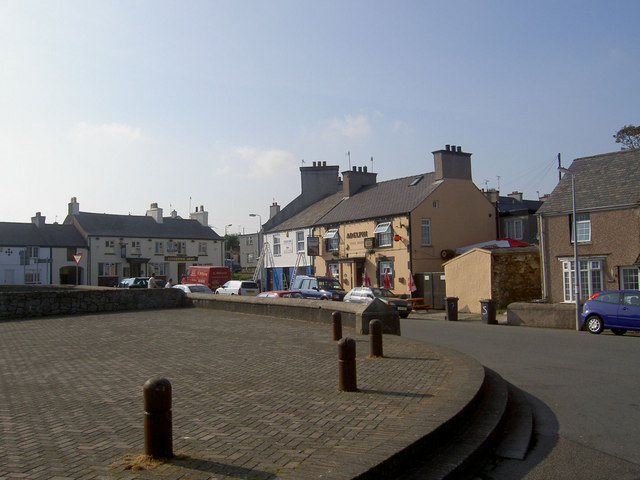
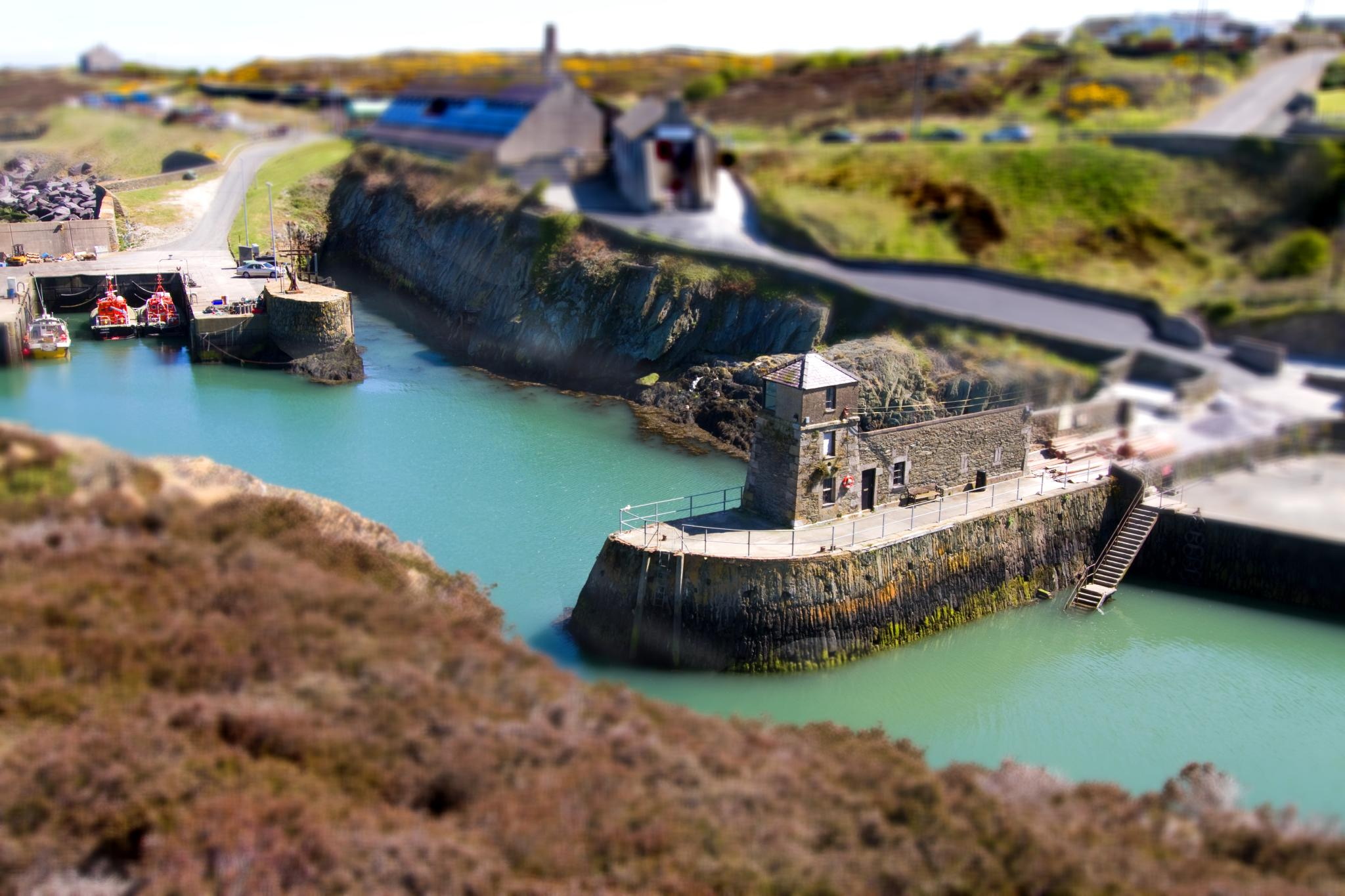
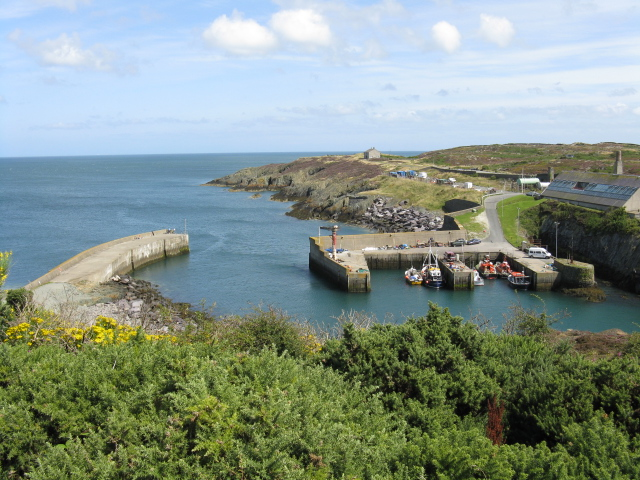
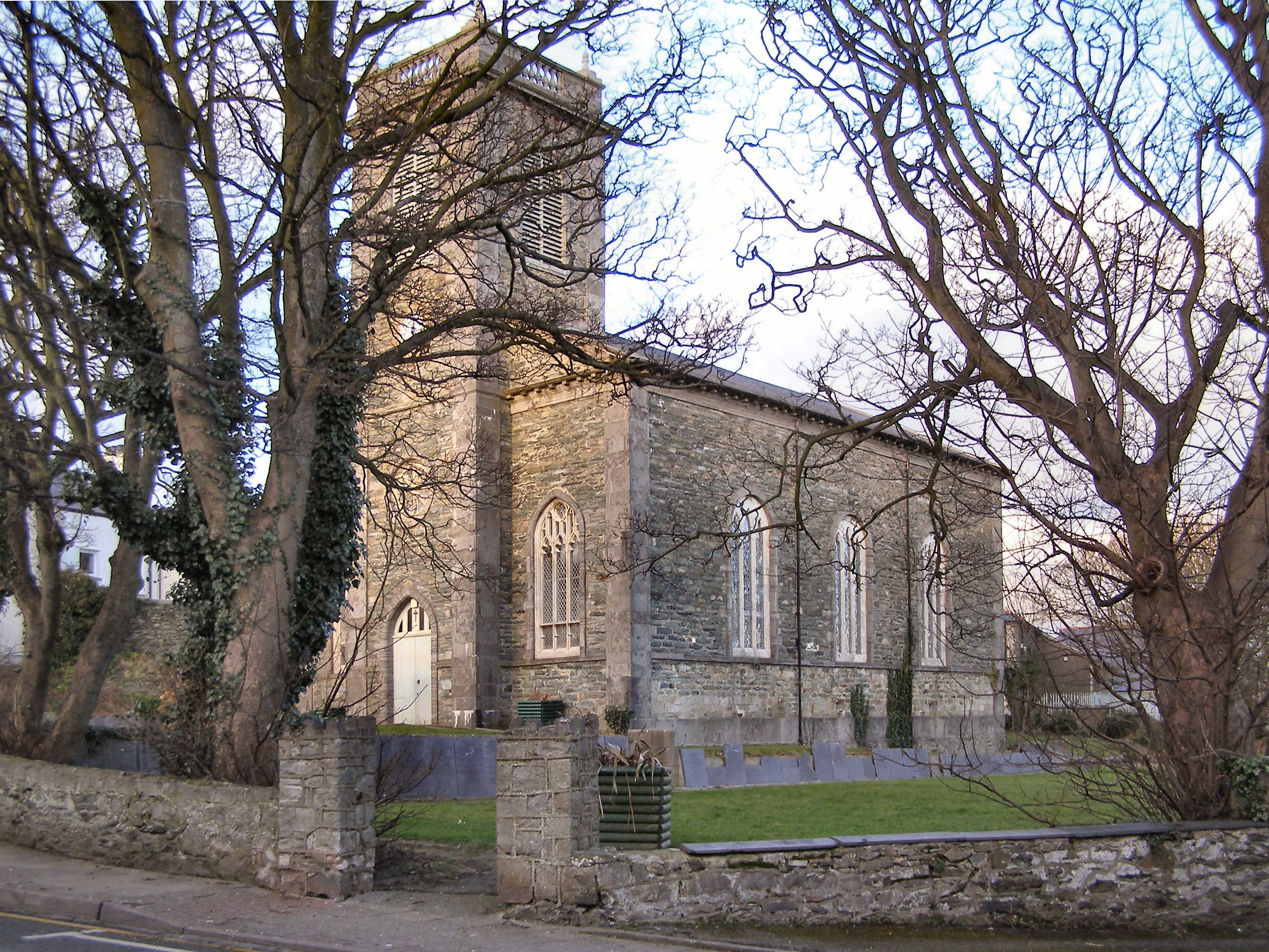
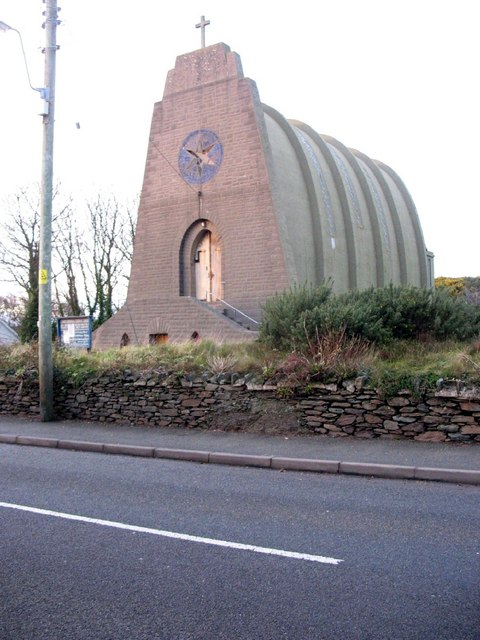